# موشيه بن زئيف
موشيه بن زئيف (بالعبرية: משה בן זאב‏) (و. 1911 – 1995 م) هو محامي، وقاضي، ومؤيد إسرائيلي، توفي في إسرائيل، عن عمر يناهز 84 عاماً.

## مناصب
تولى منصب النائب العام في إسرائيل
.